# Gennadi Bekojew
Gennadi Borissowitsch Bekojew (russisch Геннадий Борисович Бекоев; geboren am 26. August 1981 in Zchinwal, Südossetisches Autonomes Gebiet, Georgische Sozialistische Sowjetrepublik, UdSSR) ist ein südossetischer Politiker. Vom 29. August 2020 bis zum 20. Juni 2022 war er der Premierminister der Republik Südossetien.

## Leben
Im Jahr 2003 schloss Bekojew sein Studium der Mathematik an der Südossetischen Staatlichen Universität in Zchinwal ab. Von 2004 bis 2006 arbeitete Bekojew im Verteidigungsministerium Südossetiens.
Im Jahr 2017 leitete er den Ausschuss für Industrie, Transport und Energie und darüber hinaus auch eine interministerielle Kommission zur Klärung von Energiefragen. Laut Aussagen Bekojews kosteten veraltete Stromtransmissionssysteme in den ersten drei Quartalen des Jahres 2017 den südossetischen Staat 320 Millionen Rubel (in etwa 3,2 Millionen Euro). 2018 gab er den Vorsitz des Ausschusses für Industrie, Transport und Energie ab und arbeitete von 2018 bis 2020 als Minister für wirtschaftliche Entwicklung und als Vizepremierminister. Als Minister für wirtschaftliche Entwicklung setzte er sich dafür ein, dass das Parlament Südossetiens sich verstärkt um die Landwirtschaft in dem Land kümmert, da diese besonders wichtig für die wirtschaftliche Entwicklung Südossetiens sei.
Im August 2020 kam es zu Protesten, nachdem ein von der Polizei Inhaftierter im Gefängnis gestorben war. Der seit 2017 amtierende Präsident Anatoli Bibilow setzte daraufhin die bis dahin amtierende Regierung ab und ernannte den parteilosen Bekojew zum neuen Premierminister Südossetiens. Im März 2021 beendete die Opposition einen sechs Monate anhaltenden Boykott des Parlaments und Bekojew wurde in einer geheimen Abstimmung als Premier bestätigt.
Im Juli 2021 besuchte Bekojew den Kongress „Donbass–Russland: Einheit der Prioritäten“ in Donezk, der Hauptstadt der damals nur von Südossetien und der Volksrepublik Lugansk anerkannten Volksrepublik Donezk.
Am 20. Juni 2022 löste Konstantin Dschussojew ihn als Premierminister ab.